# Alfred Dürbig

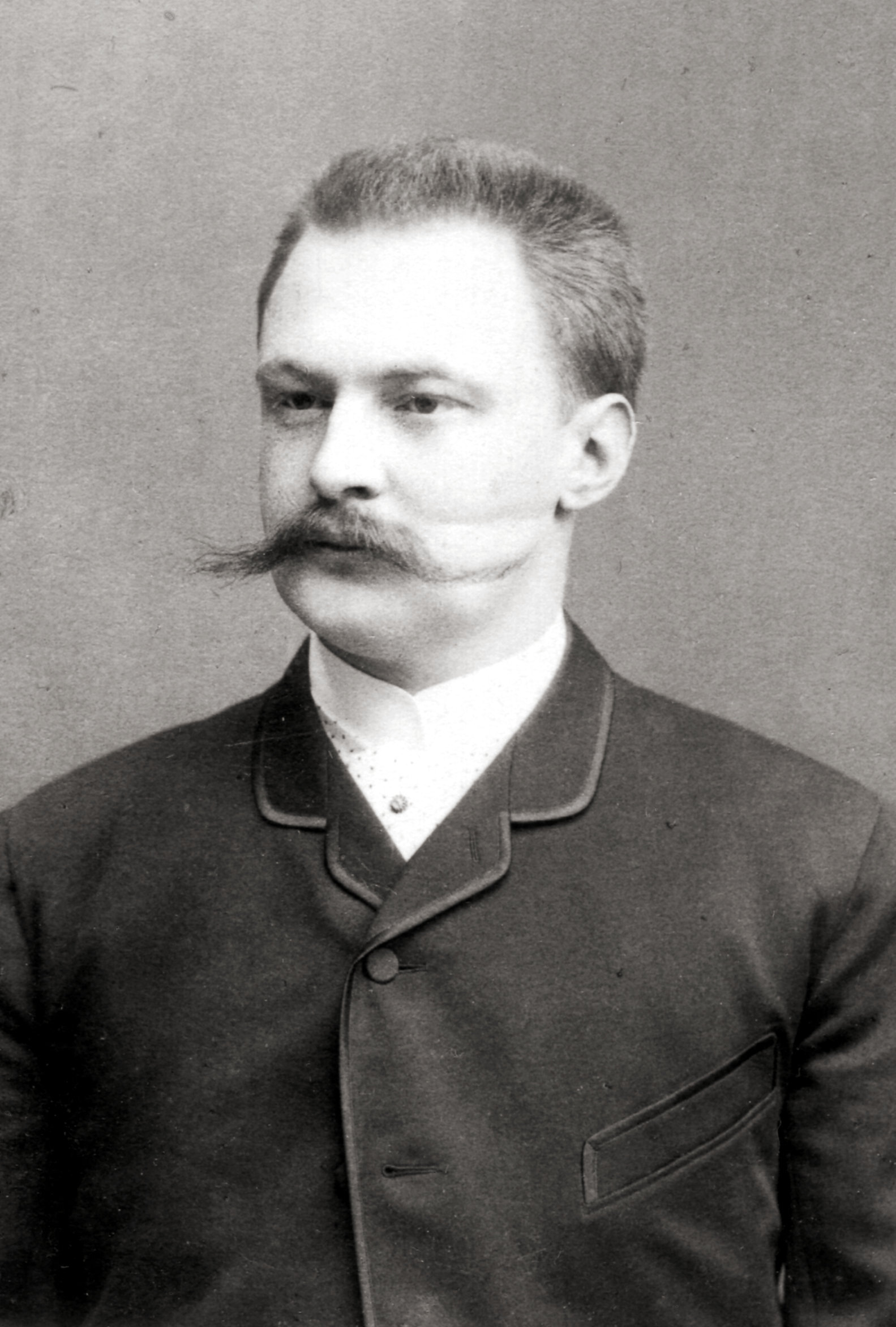
Alfred Dürbig

Alfred Dürbig (* 23. Juni 1861 in Schweinfurt; † 15. März 1930 in Augsburg) war ein deutscher Richter.

## Leben
Dürbig studierte an der Ludwig-Maximilians-Universität Rechtswissenschaft. 1881 wurde er im Corps Suevia München recipiert. Mit ihm aktiv war Karl Dyroff. Den Vorbereitungsdienst und den Staatskonkurs durchlief er 1883–1887 bei Gerichten und Behörden in Schweinfurt. Bei Staatsanwaltschaften war er in der zweiten Jahreshälfte 1887 in Schweinfurt und anschließend beim Landgericht München I. Die ersten Richterstellen trat er am 1. Oktober 1889 beim Amtsgericht Würzburg und am 1. Januar 1891 beim Amtsgericht München an. Beim Landgericht München wurde er am 1. Januar 1895  Zweiter Staatsanwalt, am 15. Mai 1897 Landgerichtsrat und am 1. November 1903 Erster Staatsanwalt. Am 1. Oktober 1906 zum Amtsgerichtsdirektor ernannt, war er fast acht Jahre Vorstand des Amtsgerichts München. Ab dem 1. Mai 1914 war er Präsident des Landgerichts München I. Gut drei Wochen nach Ausrufung der Münchner Räterepublik ernannte ihn das Bayerische Staatsministerium der Justiz unter dem Sozialdemokraten Fritz Endres am 1. Mai 1919 zum Präsidenten des Oberlandesgerichts Augsburg. Am 1. August 1929 trat Dürbig in den Ruhestand.